# 卡尔·施罗特
卡尔·施罗特（德語：Karl Schrott，1953年1月9日—），奥地利前男子雪橇运动员。他曾代表奥地利参加1980年冬季奥林匹克运动会雪橇比赛，联同格奥尔格·弗卢金格获得双人铜牌。